# Mercat de bons
El mercat de bons, mercat d'obligacions o mercat de deute és un mercat financer en el qual els participants compren i venen títols de deute, generalment en forma de bons. El 2006, la grandària del mercat internacional de bons s'estimava en 45 bilions de dòlars, destacant-hi la grandària del mercat de bons americans (25,2 bilions).
A principis del 2007, la major part dels 923.000 milions de dòlars que de mitjana es negociaven diàriament en el mercat de bons estatunidenc, tenia lloc entre agents corredors i grans institucions en mercats no organitzats; no obstant això, un petit nombre de bons, principalment corporatius, cotitzen a la borsa de valors.
Les referències al mercat de bons normalment es refereixen al mercat de bons de l'Estat perquè la seva grandària, liquiditat, falta de risc financer i, per tant, sensibilitat a les taxes d'interès, el mercat de bons sovint es fa servir per indicar canvis en les taxes d'interès o en la forma de la corba de rendiment.